# Sava Petković (inženjer)
Dr Sava D. Petković (Kruševac, 1947) redovni je profesor na Poljoprivrednom fakultetu Univerziteta u Beogradu. Rođen je 1947. godine u Kruševcu, Srbija. Diplomirao je na Građevinskom fakultetu Univerziteta u Beogradu, magistrirao sa tezom "Zasipanje nanosom udubljenja u dnu kanala", a doktorirao sa tezom  na Univerzitetu u Grenoblu, Francuska.
Od 1974. do 1993. godine radio je u Institutu za vodoprivredu "Jaroslav Černi" (Beograd) na radnim mestima od asistenta do zvanja viši naučni saradnik.
U periodu od 1991 do 1993. godine bio je angažovan u Subotici, na Građevinskom fakultetu Univerziteta u Novom Sadu, gde je predavao Regulaciju reka.
Na Poljoprivredni fakultet Univerziteta u Beogradu prelazi 1993. godine, gde je 2002. godine izabran za redovnog profesora na predmetima:
- Hidraulika
- Hidrologija

U istom periodu je predavao na poslediplomskim studijama predmet:
- Hidraulika i Hidrologija

## Naučni i stručni rad
Svoju naučnu, istraživačku i stručnu karijeru je započeo 1974. godine u Institutu za vodoprivredu ’’Jaroslav Černi’’ iz Beograda, gde je raspoređen u Odsek za pomorsku hidrauliku u Hidrauličkoj laboratoriji Instituta. Od tada pa do danas se, uz povremene pauze, bavio rešavanjem različitih problema u oblasti pomorske hidraulike i pomorskog inženjerstva.
Značajan deo istraživačke karijere profesora Petkovića je bio vezan za problematiku kretanja i taloženja nanosa u rečnim tokovima, irigacionim kanalima i akumulacijama. U okviru stručnih aktivnosti izdvajaju se mnogobrojne hidraličke modelske studije za širok spektar hidrotehničkih objekata, uključujući i objekte u moru.
Poslednjih desetak godina jedan deo njegove istraživačke i stručne karijere je vezan za probleme erozije morskih obala i iznalaženje mogućnosti njihove zaštite. Njegov interes za problematiku uređenja morskih obala i plaža je intenziviran u poslednjih nekoliko godina kada je uspostavio saradnju sa Javnim preduzećem za upravljanje morskim dobrom Crne Gore. Ta saradnja je bila vezana za izradu studija mogućnosti uređenja obala i plaža na datim lokacijama, kao i izradu studija, idejnih rešenja i projekata marina.
Profesor Petković je objavio niz naučnih i stručnih radova iz oblasti rečne i pomorske hidraulike i učestvovao na više naučnih i stručnih savetovanja u zemlji i inostranstvu.

## Spisak značajnijih naučnih radova
- S.Petković: Stabilnost veštačkih plaža, Saopštenja Instituta za vodoprivredu “Jaroslav Černi”,14(65),1979.
- S.Petković: Zasipanje nanosom udubljenja u dnu kanala. Magistarski rad. Građevinski fakultet, Beograd 1979.
- , Beograd 1980.
- Doktorska disertacija, Univerzitet u Grenoblu, Francuska, 1982.
- S.Petković: Turbulentna difuzija čvrstih čestica u kanala, VIII Savetovanje Jugoslovenskog društva za hidraulička istraživanja, Portorož,1982.
- Farber, K.; M.Bouvard; S.Petković (1986). „Vertical Dispersion Of Spherical, Heavy Particles In Turbulent Open Channel Flow”. Journal of Hydraulic Research. . Journal of Hydraulic Research. 24 (3). Недостаје или је празан параметар |title= (помоћ), 1986. 24 (3): 221—227. Bibcode:1986JHydR..24..221F. doi:10.1080/00221688609498546.
- Lj.Vajda, S.Petković: Zasipanje akumulacija nanosom i prateći problemi,XIII Kongres Jugoslovenskog društva za visoke brane, Mostar, 1986.
- S.Petković: Dejstvo talasa na objektu u moru, IX Savetovanje Jugoslovenskog društva za hidraulička istraživanja, Split,1986.
- S.Petković: Erozija dna ispred objekata u moru usled dejstva talasa, IX Savetovanje Jugoslovenskog društva za hidraulička istraživanja, Split, 1986.
- S.Petković: Uticaj zasipanja akumulacija nanosom na korišćenje voda, II Kongres o vodama Jugoslavije, Ljubljana,1986
- S.Petković: Zasipanje nanosom akumulacija u SR Srbiji, Vodoprivreda 19.108.(1987/4)
- S.Petković: Visokoefikasne taložnice u tehnologiji prečišćavanja vode, Vodoprivreda 21, 1989(1-2).
- S.Petković: Stabilnost gabionskih madraca pod dejstvom talasa, Naše građevinarstvo,(5-6)1990.
- S.Petković, R.Kapor, V.Pop Trajković: Merenje sila na brod usled dejstva toka pri punjenju komore brodske prevodnice, X Savetovanje Jugoslovenskog društva za hidraulička istraživanja, Sarajevo,1990.
- S.Petković: Funkcionisanje ribljih staza i njihovo ispitivanje na hidrauličkim modelima, X Savetovanje Jugoslovenskog društva za hidraulička istraživanja, Sarajevo,1990.
- S.Petković.: Hidraulička modelska ispitivanja veznog šahta “Banovo Brdo”. Savetovanje “Distributivni sistemi vodovoda”, Aranđelovac, 1993
- S.Petković, V.Popović, V.Stojnić: Potrebe useva za vodom u Moravsko-Resavskoj dolini. Savetovanje “Navodnjavanje i odvodnjavanje u SR Srbiji”, Svilajnac, 1994.
- S.Petković, Sl.Petković: Problemi nanosa u melioracionim sistemima i karakteristike suspendovanog nanosa u Velikoj Moravi, sa aspekta korišćenja voda za navodnjavanje. Savetovanje “Navodnjavanje i odvodnjavanje u SR Srbiji”, Svilajnac, 1994.
- E.Gregorić, S.Petković: Numeričko modeliranje taloženja suspendovanog nanosa u pravougaonim taložnicama, Zbornik radova savetovanja: "Navodnjavanje i odvodnjavanje u Srbiji",Svilajnac,1994. *Sl.Petković, S.Petković, Z.Kovač: Analiza zasipanja akumulacija u Srbiji i njihove ugroženosti od nanosa. Monografija: “Zaštita voda i upravljanje vodnim resursima Srbije”. Institut za vodoprivredu “Jaroslav Černi”, Beograd, str. 87-96, 1994.
- E.Gregorić, S.Petković: Testiranje osetljivosti matematičkog modela za proračun transporta suspendovanog nanosa na promene ključnih parametara. XI Savetovanje Jugoslovenskog društva za hidraulička istraživanja, Beograd, 1994.
- Sl.Petković, S.Petković:Transport vučenog nanosa u Zapadnoj Moravi i pritokama. Monografija: Geneza i transport nanosa u slivu Zapadne Morave. Šumarski fakultet, Beograd, 1996.
- , Lepenski vir, 1996.
- S.Petković, S.Varga, E.Gregorić, R.Stričević: Uticaj suspendovanog nanosa na funkcionisanje sistema za navodnjavanje. Vodoprivreda, br.167-168, Sveska 3-4, 1997.
- S. Petković, R. Stričević, E. Gregorić: Analiza potreba useva za vodom. Vodoprivreda, br.175-176, Sveska 5-6, 1998.
- S.Petković, Sl.Petković, E.Gregorić: Analiza transporta suspendovanog nanosa u Zapadnoj Moravi sa osvrtom na pouzdanost merenja. XII Savetovanje JDHI, Subotica, 1998.
- S.Petković, G.Vasić, D.Rudić: Sanacija nasipa ribnjaka “Vršački ritovi“ oštećenih dejstvom talasa, Savetovanje: Evaluacija, stanje, održavanje i sanacija objekata u građevinarstvu, Tara,1999.
- S.Petković, Z.Kovač, Istaložavanje nanosa na ušću Brzave u kanal Novi Bečej-Banatska Palanka, 13 Savetovanje JDHI, Sokobanja, 2002,
- Petković, Sava (2002). Problematika nanosa u kanalskoj mreži hidrosistema DTD. Poljoprivredni fakultet-Begrad i Institut za vodoprivredu Jaroslav Černi. ISBN 9788680733289.
- R.Stikić, S.Petković, S.Savić, Lj.Popović, V.Tomić, Z.Popović: Ekološki pristup u rešavanju problema nepovoljnog dejstvasuše i kontaminacije zemljišta na poljoprivredne kulture, Ecologica, Posebno tematsko izdanje broj 10, 2005.
- S. Petković, R. Kapor: Numeričko modeliranje propagacije talasa u zoni objekata u moru, 14. savetovanje SDHI, Fruška Gora, 2006.[3]
- Analiza mogućnosti izgradnje marine u uvali Kalardovo, MonteCEP, Kotor, 2004
- S. Petković, U.Tatomir, Si. Petković: Monitoring plaža u Crnoj Gori, Vodoprivreda, 2006.[4]
- D.Rudić, G.Vasić, S.Petković, R.Stričević, N.Đurović, E. Gregorić, Monografija: Meliorativna problematika zemljišta Donjeg polja-Surčin, Poljoprivredni fakultet, Beograd, 2007.
- E.Gregorić, S.Petković: Uticaj prirodnih i antropogenih faktora na režim podzemnih voda na području Donjeg polja u jugoistočnom Sremu; Voda i Sanitarna tehnika, XXXVII (6) 39-50, Beograd, 2007.
- [5]
- Gregorić, E., Petković, S., Đurović, N.: Uticaj kanalske mreže za odvodnjavanje na režim podzemnih voda u slivu, Vodoprivreda 0350-0519, 41. (2009) 240-242 p. 139-144, UDK: 626.86/551.491.5, Referat sa naučnog skupa, 2009.[6]
- Gregorić E., N. Đurović, S. Petković i R. Stričević: Maintenance Of The Drainage System In Southeast Srem, UDC:631.674, Zemljište i biljka. 58  (1):  1—12, Beograd, UDK 631, ISSN 0514-6658, 2009.
- Petkovic, Sava; Gregoric, Enika; Slepcevic, Vesna; Blagojevic, Srdjan; Gajic, Bosko; Kljujev, Igor; Žarković, Branka; Djurovic, Nevenka; Draskovic, Radovan (2011). „Contamination of local water supply systems in suburban Belgrade”. Urban Water Journal. . Urban Water Journal. 8 (2). Недостаје или је празан параметар |title= (помоћ), 2011. 8 (2): 79—92. Bibcode:2011UrbWJ...8...79P. S2CID 109123482. doi:10.1080/1573062X.2010.546862.
- S.Petković: Uticaj režima reke Bojane na širu okolinu u zoni njenog ušća u Jadransko more, 16. Savetovanje SDHI, Lepenski vir, 2013.
- Petković, Sava; Sekulić, Goran (2019). „Erosion and sedimentation processes in the Bojana River Delta at the Adriatic Sea”. Journal of Coastal Conservation. 23 (1): 39—47. Bibcode:2019JCC....23...39P. doi:10.1007/s11852-018-0634-9.., February 2019.

## Studije i projekti
- Uređenje morske obale u Kuparima, Terenska merenja i hidraulička modelska ispitivanja, Institut “Jaroslav Černi “ No.806, 1978.
- Unapređenje metoda i tehnoloških postupaka uređenja i korišćenja vodnih resursa u SR Srbiji, Institut “Jaroslav Černi “, No.887, 1981.
- Analiza toplotnog opterećenja vodotoka, Blisko Polje, Institut “Jaroslav Černi “, No.898, 1981.
- Istraživanja lokalne deformacije, Studija zasipanja nanosom udubljenja u dnu kanala, Institut “Jaroslav Černi “, No.914, 1982.
- Termoelektrana “Drmno”, hidraulička modelska ispitivanja, Institut “Jaroslav Černi“, No.922, 1983.
- Sanacija Ženskog štranda na Paliću. Analiza opterećenja na objekat usled dejstva talasa i leda. Institut “Jaroslav Černi “, No.945, 1984.
- Istraživanje procesa zasipanja akumulacija nanosom, Šumarski fakultet, 1985.
- Uređenje morske obale u Budvi, Institut “Jaroslav Černi“, No.989, 1986.
- Izveštaj o hidrauličkim modelskim ispitivanjima stabilnosti gabionskih madraca pod dejstvom talasa, Institut “Jaroslav Černi“, No.1020, 1986.
- Mišljenje o mogućnosti izdavanja vodoprivredne dozvole za korišćenje akumulacije HE Ovčar Banja i HE Međuvršje, Institut “Jaroslav Černi“, No.1041, 1989.
- Hidraulička modelska ispitivanja veznog šahta za uvođenje vode u tunelski sistem na Banovom Brdu, Institut “Jaroslav Černi“, No.1090, 1992.
- Studija nanosa u Velikoj Moravi sa aspekta korišćenja vode za navodnjavanje, DBR Velika Morava, Beograd, 1995.
- Projekat sanacije nasipa ribnjaka “Vršački ritovi“ oštećenih dejstvom talasa. Poljoprivredni fakultet, Beograd 1998.
- Studija o mogućnostima smanjenja unošenja nanosa iz reka u kanale Hidrosistema DTD, Knjiga 1: Banatski deo hidrosistema,Institut “Jaroslav Černi”, 1999.
- Studija “Metode zaštite morskih obala i plaža”, Javno preduzeće za upravljanje morskim dobrom Crne Gore, 2000.
- Projekat revitalizacije plaže u Sutomoru, PIM-Invest, Tivat, 2001
- Projekat revitalizacije plaže u Petrovcu, PIM-Invest, Tivat, 2001
- Studija o mogućnostima smanjenja unošenja nanosa iz reka u kanale Hidrosistema DTD,Knjiga 2: Bački deo hidrosistema,Institut “Jaroslav Černi”, 2001
- [7]
- Studija mogućnosti uređenja obala i plaža duž Šetališta Pet Danica u Herceg Novom, PIM-Invest,Tivat, 2002
- Studija mogućnosti izgradnje pristana na istočnom delu uvale u Petrovcu, Javno preduzeće za upravljanje Morskim dobrom Crne Gore, Budva, 2002
- Studija mogućnosti izgradnje betonske plaže istočno od hotela Park u Budvi, Javno preduzeće za upravljanje Morskim dobrom Crne Gore, Budva, 2002
- Studija mogućnosti uređenja morske obale u zoni turističkog kompleksa 'Grbalj', Monte VISTO d.o.o., Kotor, 2002
- Idejno rešenje uređenja obale u uvali Perazića Do, Neimar Inženjering d.o.o., Beograd, 2004
- Idejni projekat uređenja obale u uvali Perazića Do, Neimar Inženjering d.o.o., Beograd, 2004
- Uređenje obala u uvalama Maljevik i Masline, RZUP, Podgorica, 2004
- Analiza mogućnosti izgradnje ribarske luke i uređenja obale u Njivicama, MonteCEP, Kotor, 2004[8]
- Analiza mogućnosti izgradnje marine u uvali Kalardovo, MonteCEP, Kotor, 2004[9]
- Idejno rešenje marine u Budvi, RZUP, Podgorica, 2004
- Numerički model propagacije talasa u zoni marine u uvali Perazića Do, Neimar Inženjering d.o.o., Beograd, 2005
- Studija mogućnosti uređenja obale u uvali na rtu Zavala, Adriatik, Kotor, 2006
- Studija aktuelnog stanja korišćenja voda, zaštita voda i zaštitita od voda u Srbiji, CeSID, 2006
- Glavni projekat uređenja obale u uvali Perazića Do, Neimar Inženjering d.o.o., Beograd, 2007
- Studija mogućnosti izgradnje pristaništa na plaži u Bečićima, Adriatik, Kotor, 2007
- Projekat uređenja plaže Lipci u Risanskom zalivu, Adriatik, 2007
- Studije mogućnosti uređenja obale i izgradnje obalnog zida na plaži u Pržnom, Javno preduzeće za upravljanje Morskim dobrom Crne Gore, Budva, 2007
- Studija izvodljivosti nasutog platoa, proširenog šetališta Pet Danica i plaže u zoni projektovane marine u Herceg Novom, INVEST NOVA d.o.o. Podgorica, 2008
- Analiza izvodljivosti čišćenja i remedijacije mulja iz jezera Palić i Ludaš, Institut za vodoprivredu Jaroslav Černi, 2010.
- Glavni projekat regulacije reke Bojane u zoni ušća u Jadransko more, IK Konsalting, Beograd, 2010.
- Glavni projekat za izgradnju i uređenje plaže na lokaciji Đenovići kod mula Vojvodić, PROFILING, d.o.o., Bar, 2011.
- Glavni projekat za uređenje plaže na lokaciji Rtac –Risan, PROFILING, d.o.o., Bar, 2011.
- Glavni projekat čišćenja i remedijacije mulja iz jezera Palić i Ludaš, Institut za vodoprivredu Jaroslav Černi, 2012.
- Integralno sagledavanje dosada realizovanih mera sa predlogom savremenih rešenja u rekultivaciji kopova Kolubarskog basena, Poljoprivredni fakultet, 2012.
- Numerička simulacija talasanja u marini Lazaret u Meljinama i izrada rešenja uređenja plaže u zoni budućeg hotelskog kompleksa u Meljinama, 2015.
- Recenzija studije MODEL STUDY OF COASTAL PROTECTION u okviru projekta DUKLEY MARINA IN BUDVA, 2016.
- Studija-Analiza planskog rješenja pristaništa u Čanju, opština Bar, 2017.
- Studije za pripremu izmjena Glavnog projekta lučice Kacema, opština Ulcinj, 2017.
- Studija uređenja obale i zaštite nasute plaže na lokaciji Žager u Bijeloj, 2017.
- Studija za izradu kamenog nabačaja za zaštitu bujičnog kanala od dejstva talasa u Buljarici, 2018.
- Studija za postavljanje kamenog nabačaja za zaštitu ušća rijeke Drenovštice na plaži Jaz, 2018.
- Idejno rešenje uređenja obale i formiranja veštačke plaže u Petrovcu na delu katastarske parcele br 1008/3 K.O. Petrovac, 2020.
- DSL Rt Đeran – Port Milena, Opština Ulcinj, 2020.
- Idejno rešenje plaže na zapadnom delu kompleksa Lustica Bay, 2020.
- Studija očuvanja i revitalizacije plaže na Adi Bojani, 2020.
- Projekat hitnih interventnih radova u cilju zaustavljanja erozije plaže na zapadnom delu Ade Bojane. 2020.
- Numerička simulacije talasanja u zoni budućeg pristana za jahte turističkog kompleksa Lustica Bay, 2020.
- Idejni projekat uređenja plaže Crvena Glavica, 2021.
- Izrada Tehničke kontrole  Idejnog projekta HE Komarnica, Knjiga br. 5 – Erozioni procesi i nanos u slivu, 2023.

## Istraživačke aktivnosti
- Istraživanja u oblasti rečne i pomorske hidraulike
- Studije transporta nanosa u rekama, kanalima i akumulacijama
- Izrada studija i projekata u oblasti uređenja morskih obala i dejstva talasa na objekte
- Monitoring plaža u Crnoj Gori
- Zaštita obala i plaža od erozije u Crnoj Gori
- Istraživana mogućnosti izgradnje marina u Crnoj Gori
- Numeričko modeliranje karakteristika talasa u zoni objekata u moru